# Startovací komplex 18 na Cape Canaveral Air Force Station
Startovací komplex 18 (LC-18) je jedno ze startovací míst na základně Cape Canaveral Air Force Station na ostrově Merritt ve státě Florida. Skládá se ze dvou startovacích ramp 18A a 18B.
Startovací rampa 18A byla použita pro všech čtrnáct startů raket Viking a Vanguard v rámci programu Vanguard. První se uskutečnil 8. prosince 1956 a poslední 18. září 1959. Po ukončení programu byla rampa od 21. září 1960 do 10. června 1965 využita pro deset startů rakety Blue Scout Junior.
Ze startovací rampy 18B se uskutečnilo 17 startů raket Thor. První se uskutečnil 4. června 1958 a poslední 1. března 1960. Od 7. ledna 1961 do 13. dubna 1962 odtud startovalo šest letů raket Blue Scout I Blue Scout II.
Startovací komplex 18 byl deaktivován 1. února 1967.